# ロリータ18号
ロリータ18号（ロリータじゅうはちごう）は、日本のパンク・ロック・バンド。1989年結成。1997年日本クラウンよりメジャー・デビュー。現在はインディーズで活動。
2018年11月22日以降は一時石坂マサヨのソロユニットになるも、2023年よりもりみ、たこち（再加入）、吉村由加を加えた4人体制となり、2024年には中野良子も加わった5人体制となる（ただしライブ日程によっては4人だけで行われた）
2024年11月24日、日比谷野外大音楽堂にて結成35周年記念ワンマンライブを行い、当初の動員を大幅に上回る1,000人超を動員する。
2025年七蔵司美歌が新ギタリストとして加入。

## メンバー
- 石坂マサヨ（ボーカル、1972年8月29日 - ）
- 七蔵司（ギター）2025年初頭からサポート参加。3月14日を以て正式加入。七蔵司美歌の名義でも活動している。
- たこち（ベース、1月28日 - ）2002年加入、2018年11月22日脱退。2023年5月21日に正式に復帰。gyouninvenのベース・ボーカルとしても活動。
- 吉村由加（ドラム）2023年加入。metalchicks、ニューロマンティクス、CATSUOMATICDEATHとしても活動。元DMBQ、元OOIOO、他サポートにてラブホテル、noodles等。

### 元メンバー
- エナゾウ（ギター、10月3日 - ）2001年脱退。
- キム☆リン（ベース、12月1日 - ）2001年脱退。
- ゴロー（ギター）2004年脱退。
- アヤ坊（ドラム、6月14日 - ）2004年脱退。
- タッチャメン（ギター）2007年脱退。
- ライト（ギター）2010年脱退。
- TO-BU（ドラム、7月17日 - ）元THE★SCANTY。2016年脱退。
- Kick（ギター、2月5日 - ）2017年脱退。
- ちーちゃん（ドラム、2月22日 - ）2016年加入、2018年11月22日脱退。
- まつだっっ！！（ドラム）2018年最初期にサポート参加。Super Junky Monkeyのメンバー。
- ヒロティ（ベース）2018年から2021年までサポート参加。元毛皮のマリーズの栗本ヒロコ。
- 中西智子（ベース）2021年から2023年までソロユニット時代のサポートとして参加。
- もりみ（ギター）2018年のソロユニット時代から参加。2023年に正式加入。2024年内を以て脱退。
- 中野良子（ドラム）2024年加入。BO-PEEPとしても活動。2025年オフィシャルHPから正式メンバーの表記から外れた。

## ミュージック・ビデオ
| 監督         | 曲名 |
| ------------ | --- |
| 佐藤裕一     | 「副隊長」 |
| ナリオ       | 「スパーラー」 |
| ミウライズル | 「クロール」 |
| 不明         | 「LOLITA LET'S (ラ) GO!GO!!GO!!!」「ROCKAWAY BEACH」「VIDEO KILLED THE RADIO STAR」「サルーン」「パンクDEゴー!!」「現代社会における情緒欠落の関係と結末」 |